# Francis Jacob

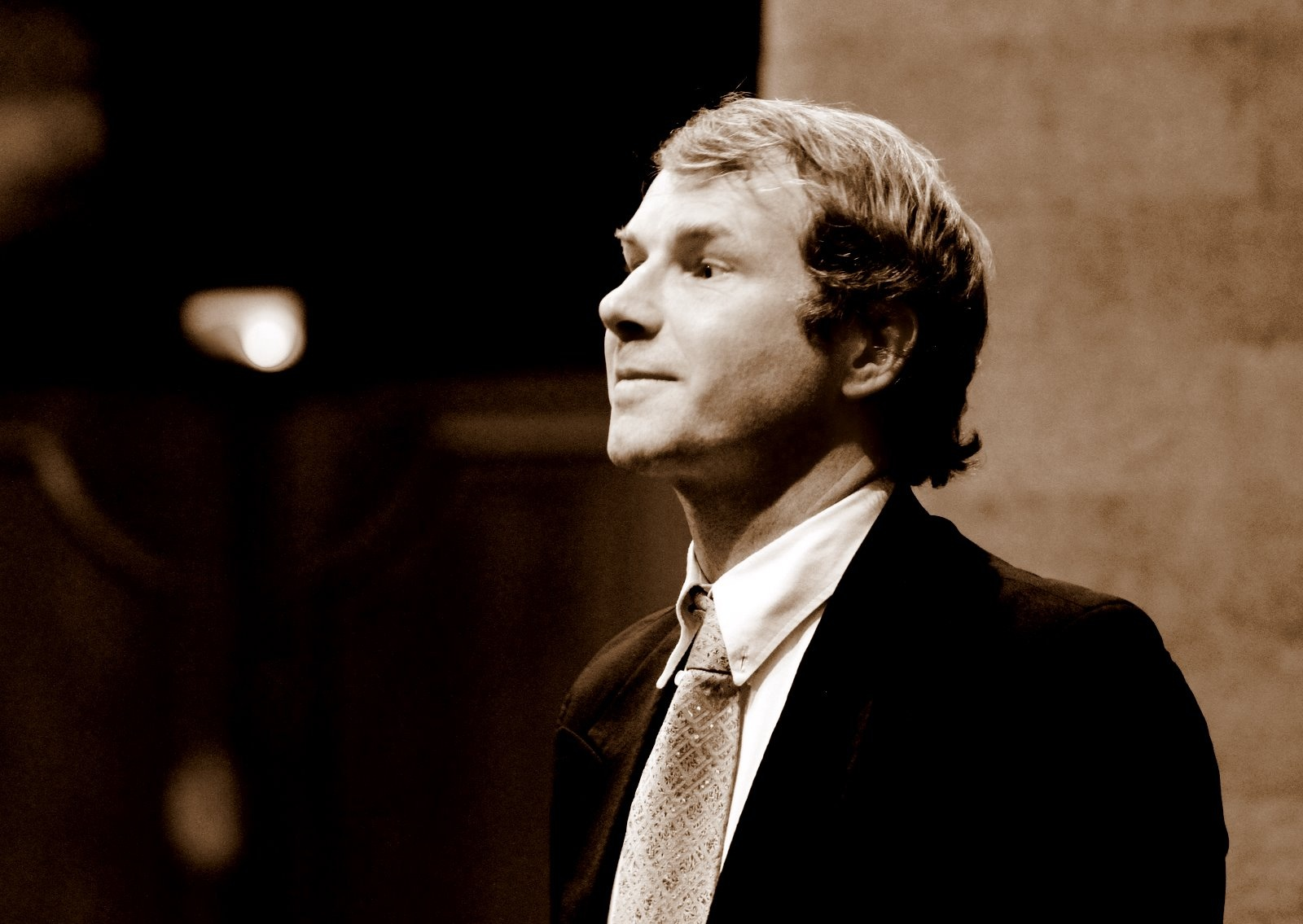
Francis Jacob in Nice, 2011

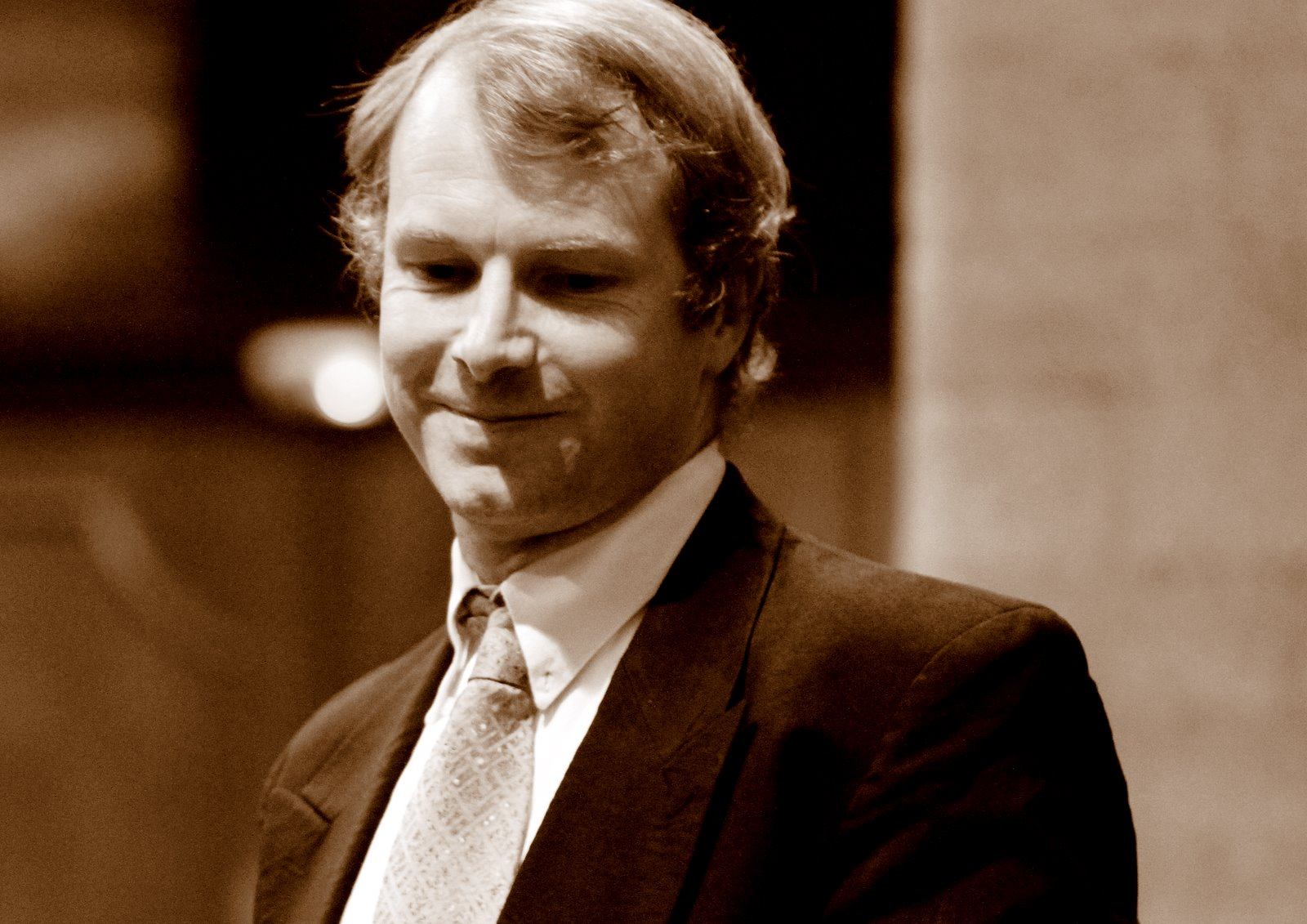
Francis Jacob in Nice, 2011

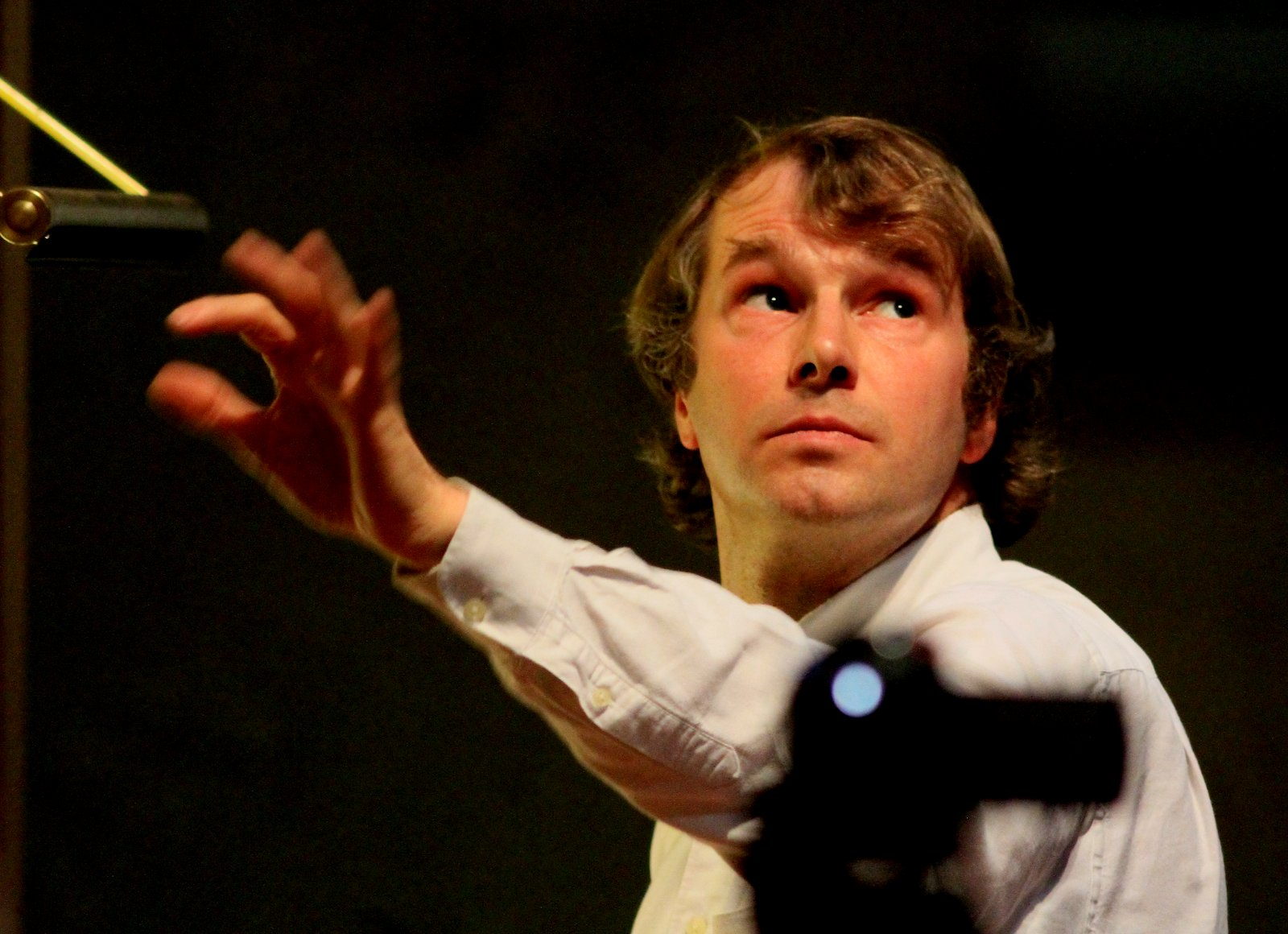
Francis Jacob in Nice, 2012

Francis Jacob (Saverne, 4 juli 1972) is een Frans organist en klavicinist.

## Levensloop
Jacob begon heel vroeg orgel te spelen. Toen hij pas 13 jaar oud was, verving hij de ziek geworden organist van Saessolsheim, een dorpje op 30 km van Straatsburg.  Hij kreeg formeel onderricht in het orgelspel in Straatsburg van Sylvain Ciaravolo en André Stricker en in Lyon van Jean Boyer. Hij studeerde klavecimbel bij Aline Zilberajch in Straatsburg en bij Jan Willem Jansen in Toulouse, alsook basso continuo bij Martin Gester in Straatsburg en Jesper Christensen in Bazel.
Hij ontving onder meer volgende prijzen en certificaten:
- 1987: Eerste prijs orgelconcours Alexandre Guilmant in Boulogne-sur-Mer
- 1994: Bekwaamheidscertificaat leraar orgel
- 1998: Bekwaamheidscertificaat  leraar gespecialiseerd in Oude Muziek
- 1997: Eerste prijs in de internationale orgelwedstrijd in Brugge, in het kader van het Festival Musica Antiqua

Jacob heeft orgel en klavecimbel gedoceerd in de Conservatoria van Perpignan, Toulouse en Montauban. In 2001 werd hij docent orgel en basso continuo benoemd aan het Conservatorium van Straatsburg.
Naast solospel op orgel en klavecimbel, speelt Jacob met ensembles zoals Ricercar, Le Concert Royal en Gli Angeli.
Hij doet aan instrumentenbouw bij de Zwitserse orgelbouwer Bernard Aubertin.
Hij is nog steeds organist in Saessolsheim. Met de plaatselijke "Association des amis de l'orgue de Saessolsheim" (Vereniging van de vrienden van het orgel van Saessolsheim) is hij erin geslaagd een nieuw orgel te laten bouwen door Bernard Aubertin. Hiermee heeft hij aan het lokale culturele leven een nieuwe dynamiek gegeven.

## Discografie (selectie)

### Als solist
Alle solo-cd's hier vermeld heeft Jacob ingespeeld op Aubertinorgels.
- "L'orgue Herbuté-Aubertin d'Uffheim" (werk van tien 18de- en 19de-eeuwse componisten). 1998. Pamina SPM 1654.
- "Pieces pour orgue" van Bach (2000, orgel van Saessolsheim). Zig-Zag Territoires ZZT 001001.
- "Pièces pour orgue" van Dietrich Buxtehude (2003, orgel van de St-Martinkerk in Vertus). Zig Zag Territoires ZZT 030901.
- "Bach Clavier-Übung III" op het Aubertinorgel van de Église Saint-Louis-en-l'Île. 2005, Zig Zag Territoires ZZT 050901.2.

Daarnaast is hij te beluisteren als solist op een cd's semi-privé uitgegeven door
- "Francis Jacob op het Aubertinorgel van  Sæssolsheim" (1995). Werk van Bach, Buxtehude, Purcell, Tomkins, Bœhm. Association des Amis de l’Orgue de Saessolsheim :
- de orgelcommissie van de Union Musicale de Saint-Loup-sur-Thouet[4] (tracks 1–13; Mozart, Böhm en Bach)[5], 1999;
- de Association des Amis de l'Orgue de Clairvaux-les-Lacs (werk van tien componisten, van de 15e tot de vroege 19e eeuw), met Guy Ferber op baroktrompet[6]; 2012;
- de protestantse parochie van Kamata (een wijk van Ōta (Tokio)) (Guilain, Louis Couperin, Kerll, Bach), 2013.
- "Les Couperin", werk van Louis Couperin, François Couperin, Armand Louis Couperin, op het Aubertinorgel van Bellelay, Zwitserland. 2014.

### Als continuo-speler
Hij heeft opnamen gemaakt met ensembles zoals Le Parlement de Musique en het Ricercar Consort. Met deze laatste groep, onder leiding van Philippe Pierlot, maakte hij de eerste tien cd's hieronder genoemd; op sommige daarvan speelt hij ook enkele solowerken van Bach.
- "Samuel Capricornus (1628-1665): Theatrum Musicum"; verder werken van Couperin et Montéclair, met het Parlement de Musique onder leiding van Martin Gester. 1994, Opus 111 OPS 30-99.
- "Clérambault : La Muse de l'Opéra", met het Parlement de Musique onder leiding van Martin Gester. 1999, Assai 20720 (ook streaming via Qobuz).
- "Henry Du Mont: Grands Motets", met het Chœur de chambre de Namur. 2007, Ricercar RIC202.
- "Giovanni Legrenzi: Dies Irae – Sonate a quattro viole – Motetti". 2004, Ricercar RIC 236.
- "Bach: Actus Tragicus" (bevat behalve BWV 106 ook cantate BWV 18 en cantate 150). 2005, Mirare MIR002.
- "J.S. Bach - Tombeau de Sa Majesté la Reine de Pologne" (= cantate BWV 198; bevat ook Missa Brevis BWV 234). 2007, Mirare MIR 030.
- "De Profundis: J.C.F. Bach, Bruhns, Buxtehude, Tunder", met Stephan MacLeod et François Fernandez. 2008, Mirare MIR041.
- "Bach: Aus der Tieffen" (bevat behalve cantate 131 ook cantate 182 en cantate 4). 2009, Mirare MIR057.
- "Johann Sebastian Bach: Magnificat" (hierop ook Missa Brevis BWV 235). 2009, Mirare MIR102.
- "Johann Sebastian Bach: In tempore nativitatis" (kerstcantates van Bach, BWV 63, 110 & 153). 2013, Mirare MIR243.
- "De Aeternitate" (bevat werk van tien Duitse componisten uit de 17e en 18e eeuw), met Carlos Mena, contratenor. 2002, Mirare MIR9911.
- "Johannes Passion" J.S. Bach, BWV 2245. 2011, Mirare : MIR136.
- "Antonio Bertali: Valoroso" (bevat ook enkele anonieme werken). 2004, Mirare MIR9969.
- 1633–1767 "German & French Chamber Music" (Philipp Heinrich Erlebach, Johann Philipp Krieger, François Couperin & Marin Marais) met Le Rêve d´Orphée onder leiding van Jakob David Rattinger. 2010, Classic Concert Records CCR 62023.
- "Töne von meiner Flöten" (muziek van Jean Gaspard Weiss) met Antichi Strumenti. 2012, Stradivarius STR 33916.
- "Guillemain Sonates" voor fluit, viool, gamba en basso continuo (cello & klavecimbel), met Barock-in onder leiding van Kozue Sato, dwarsfluit. 2014, Raumklang RK 3304.